# Miguel Hidalgo, Las Margaritas
Miguel Hidalgo är en ort i Mexiko.   Den ligger i kommunen Las Margaritas och delstaten Chiapas, i den sydöstra delen av landet, 900 km öster om huvudstaden Mexico City. Miguel Hidalgo ligger 1 171 meter över havet och antalet invånare är 157.
Terrängen runt Miguel Hidalgo är varierad. Miguel Hidalgo ligger nere i en dal. Runt Miguel Hidalgo är det ganska tätbefolkat, med 54 invånare per kvadratkilometer. Närmaste större samhälle är El Paraíso, 2,9 km sydost om Miguel Hidalgo. I omgivningarna runt Miguel Hidalgo växer i huvudsak städsegrön lövskog.